# Arena do Futuro
Die Arena do Futuro (deutsch Arena der Zukunft) war eine temporäre Sporthalle im Olympiapark Rio de Janeiro.

## Geschichte
Die Halle wurde für die Olympischen Sommerspiele 2016 erbaut. Die Kapazität der Halle betrug 12.000 Zuschauer. Während den Olympischen Spielen fanden hier die Handballspiele statt. Im Rahmen der anschließend stattfindenden Paralympics 2016 wurde das Stadion als Wettkampfstätte für die Spiele im Goalball genutzt. Nach den Spielen wurde die Halle wieder abgebaut und das Material sollte für den Bau von vier Schulen in der Stadt genutzt werden. Im August 2017 wurden diese Pläne vom Bürgermeister Marcelo Crivella jedoch verworfen.